# ناتیربوو
ناتیربوو (به لاتین: Natyrbovo) یک منطقهٔ مسکونی در روسیه است که در شهرستان کوشخابلسکی واقع شده‌است. ناتیربوو ۳٬۰۹۷ نفر جمعیت دارد.